# Классификация MSL

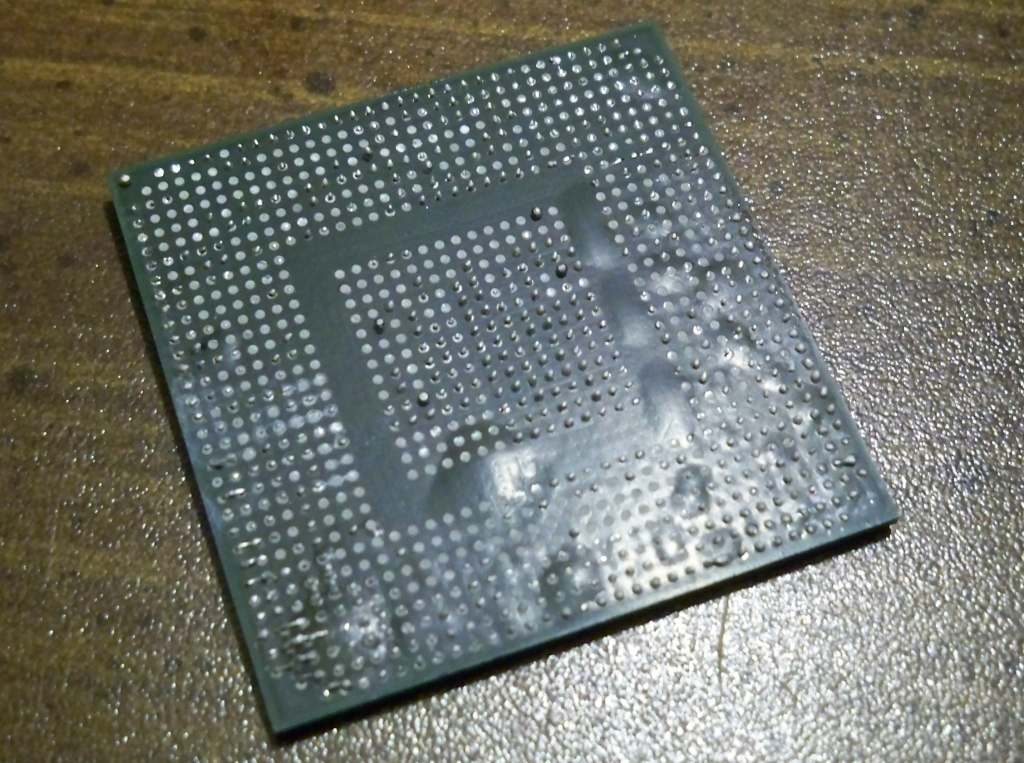
Расслаивание элемента корпуса микросхемы (многослойной платы) из-за несоблюдения технологии. Или эффект «поп-корна».

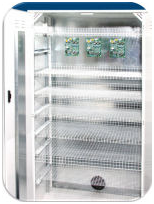
Сушильный шкаф

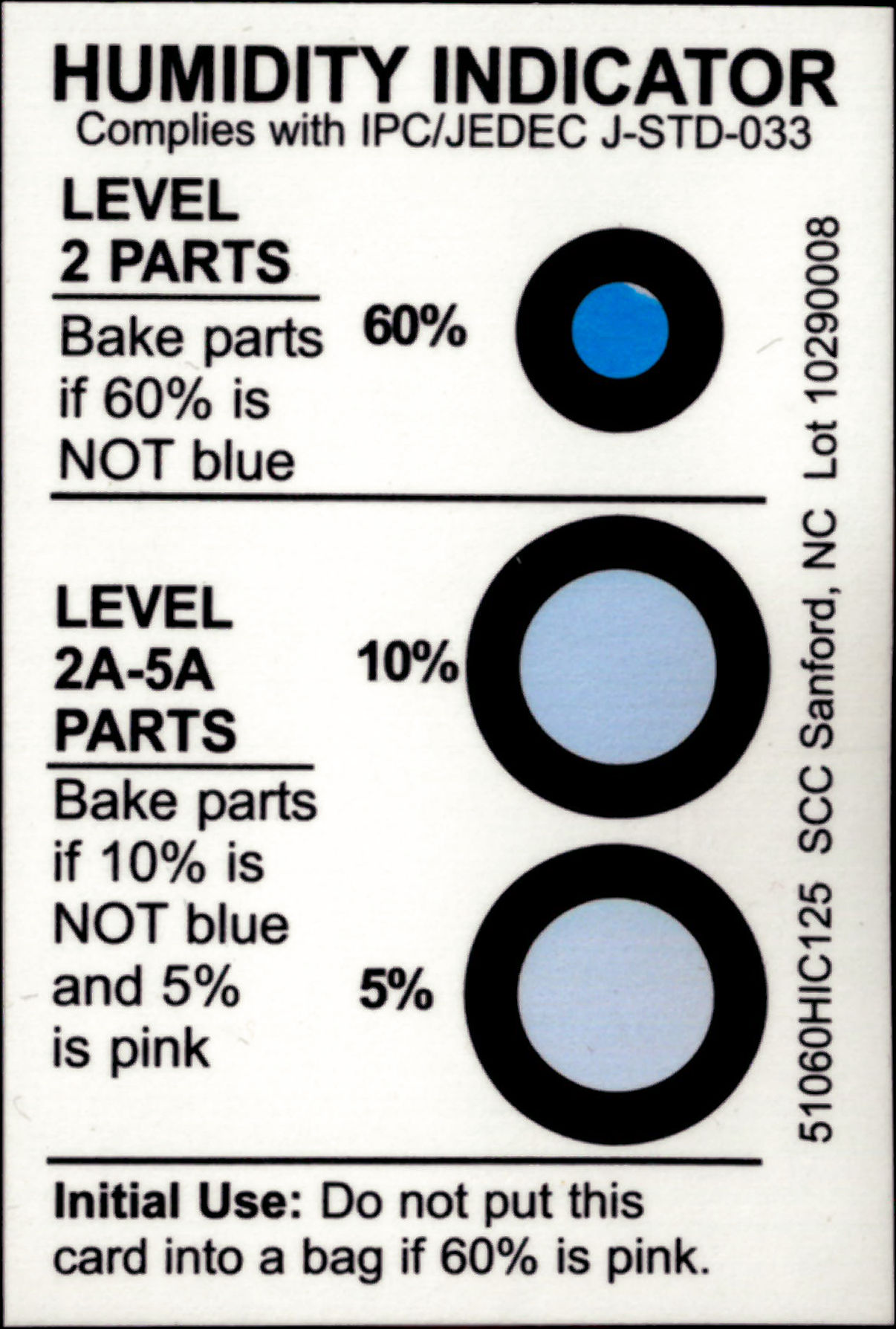
Индикатор влажности внутри упаковки с указанием стандарта.

Классификация MSL — это уровни чувствительности к влажности электронных компонентов, и связанные с этими уровнями предписания по хранению ещё незапаянных изделий, а также по подготовке их к запаиванию. MSL классификация была разработана ассоциацией IPC (Institute for Printed Circuits) через создание стандарта IPC-M-109, и позже IPC/JEDEC J-STD-020E — совместный с комитетом инженеров специализирующихся в области электронных устройств (JEDEC) стандарт. Классификация получила широкое распространение для спецификации пластиковых компонентов и модулей, и в том числе нашла своё место в российских государственных стандартах.
MSL классификация задаёт максимальный временной интервал, в течение которого распакованный компонент может находиться в комнатных условиях до завершения пайки. В качестве комнатных условий приняты 30 °C при 85 % относительной влажности для MSL 1; и 30 °C при 60 % относительной влажности для остальных уровней. Причина таких ограничений состоит в технологиях изготовления электронных компонентов. Уменьшение размеров кристаллов и миниатюризация корпусов компонентов, удешевление корпусирования ИС приводит к появлению в компонентах пористости различных видов (в том числе расслаивание элементов корпуса), проникшая в компонент влага остаётся там в полостях. При резком нагреве компонента во время пайки, испаряющаяся и расширяющаяся вода приводит к его механическому повреждению.
Стандарт IPC-M-109 задаёт следующие уровни чувствительности компонентов:
- MSL 6 — обязательная просушка перед использованием
- MSL 5A — 24 часа
- MSL 5 — 48 часа
- MSL 4 — 72 часа
- MSL 3 — 168 часа
- MSL 2A — 4 недель
- MSL 2 — 1 год (30 °C при 60 %)
- MSL 1 — неограниченное нахождение в комнатных условиях (30 °C при 85 %)

MSL классификация также используется при осуществлении ремонта плат и модулей. В зависимости от чувствительности к влажности уже установленных компонентов, модули перед ремонтом просушивают весьма продолжительное время, вплоть до нескольких недель.
Чувствительные к влажности устройства упаковываются в герметичную тару с указанием MSL класса, и также, зачастую, снабжаются влагопоглотителем (силикагелем) и индикатором влажности в соответствии со стандартом.
Согласно ГОСТ Р 56427-2015, классификация MSL обязательна для микросхем в пластмассовой конструкции. В то же время, с точки зрения данного ГОСТа, керамические конструкции полупроводниковых элементов считаются герметичными и не классифицируются по уровню чувствительности к влажности.